# Крайсгауптманшафт Коломия
Крайсгауптманшафт Коломия, Коломийське окружне староство, Коломийська округа (нім. Kreishauptmannschaft Kolomea) — адміністративно-територіальна одиниця дистрикту Галичина Генеральної губернії з центром у Коломиї. Існувала під час нацистської окупації України.

## Історія
1 серпня 1941 року колишні українські повіти Городенківський, Коломийський, Косівський і Снятинський увійшли до складу дистрикту Галичина. Ймовірно, 11 серпня 1941 року з Городенківського і Тлумацького повітів утворилося Городенківське окружне староство (нім. Kreishauptmannschaft und Gemeindeverband Horodenka «окружне староство і об'єднання гмін Городенка»), а з Коломийського, Косівського і Снятинського повітів — Коломийське окружне староство (нім. Kreishauptmannschaft und Gemeindeverband Kolomea «окружне староство і об'єднання гмін Коломия»). Утворення набули остаточного оформлення 15 вересня 1941 після реорганізації окружних староств дистрикту. 1 квітня 1942 Городенківське окружне староство злилося з Коломийським. 1 липня 1943 створено Коломийський міський комісаріат (нім. Stadtkommissariat Kolomea) та Городенківський, Косівський і Снятинський повітові комісаріати (нім. Landkommissariat Horodenka, Landkommissariat Kosów, Landkommissariat Sniatyn).
Округами керували окружні старости — крайсгауптмани. Городенківським крайсгауптманом із 15 вересня 1941 був бургомістр Гак (нім. Hack), а Коломийське окружне староство з 15 вересня 1941 очолював регірунгсасесор Фолькман (нім. Volkmann), переведений на аналогічну посаду в Ловіч 21 травня 1943, коли його змінив доктор Герберт Ґорґон (нім. Herbert Gorgon), звільнений зі служби в Генеральній губернії 26 липня 1943.
Весь управлінський апарат на рівні округи перебував у руках німців, українці могли тільки займати посаду війта або бургомістра. Округа поділялася на повіти (нім. Bezirke), ті у свою чергу — на волості, а останні — на сільські громади.
У Коломиї 1941 року виходили «Останні вісти» як видання часопису «Воля Покуття» (яке того року друкувалося у Львові), а в липні-серпні 1942 — додаток до газети «Воля Покуття» «Українська школа». У 1942—1944 роках видавався часопис «Воля Покуття», літературним редактором якого був Дмитро Николишин, а з 3 січня 1943 — Осип Боднарович.
Станом на 1 січня 1944 Коломийська округа складалася із 40 адміністративно-територіальних одиниць: п'ятьох міст (Городенка, Заболотів, Коломия, Косів і Снятин) та 35 волостей (нім. Landgemeinde): Верхній Ясенів, Виноград, Вовчківці, Гринява, Гвіздець, Джурів, Жаб'є, Задубрівці, Залуччя, Іллінці, Коломия, Коршів, Космач, Кулачківці, Кути, Лісна Слобідка, Матіївці, Микулинці, Незвіска, Нижній Вербіж, Обертин, Печеніжин, Пістинь, Рожнів, Серафинці, Семаківці, Соколівка, Середній Березів, Старий Косів, Стецева, Тлумачик, Тишківці, Чернелиця, Чернятин, Яблунів.
28 березня 1944 року окружний центр Коломию відвоювали радянські війська.